# Джейн Расселл
Ернестіна Джейн Джеральдін Ра́сселл (англ. Ernestine Jane Geraldine Russell; 21 червня 1921, Беміджи, Міннесота, США — 28 лютого 2011) — американська акторка, співачка та модель. Секс-символ 1940-х і початку 1950-х. Удостоєна зірки на Голлівудській алеї слави.

## Біографія
Народилася в місті Беміджи в Міннесоті старшою з п'яти дітей у сім'ї старшого лейтенанта армії США Роя Вільяма Рассела і колишньої акторки Джеральдін Джекобі. Після того, як її батько пішов у відставку, родина перебралася до Каліфорнії, де влаштувалася в місті Бербанк. У юності, за наполяганням матері, вона брала уроки гри на фортепіано, а також участь у шкільному драматичному гуртку.
Після закінчення школи Рассел мріяла піти вчитися на дизайнерку, але несподівана смерть батька в 1936 році перервала її плани, і вона влаштувалася працювати секретаркою, щоб допомогти матері утримувати родину. Але Джеральдін бачила свою дочку артисткою, і наполягла, щоб вона продовжила удосконалювати свої акторські здібності. Тоді Джейн Расселл записалася на театральні курси до режисера Макса Рейнгарта, а також пройшла навчання в Марії Успенської, після чого в 1940 році підписала семирічний контракт з промисловцем і авіатором, мільярдером Говардом Г'юзом.

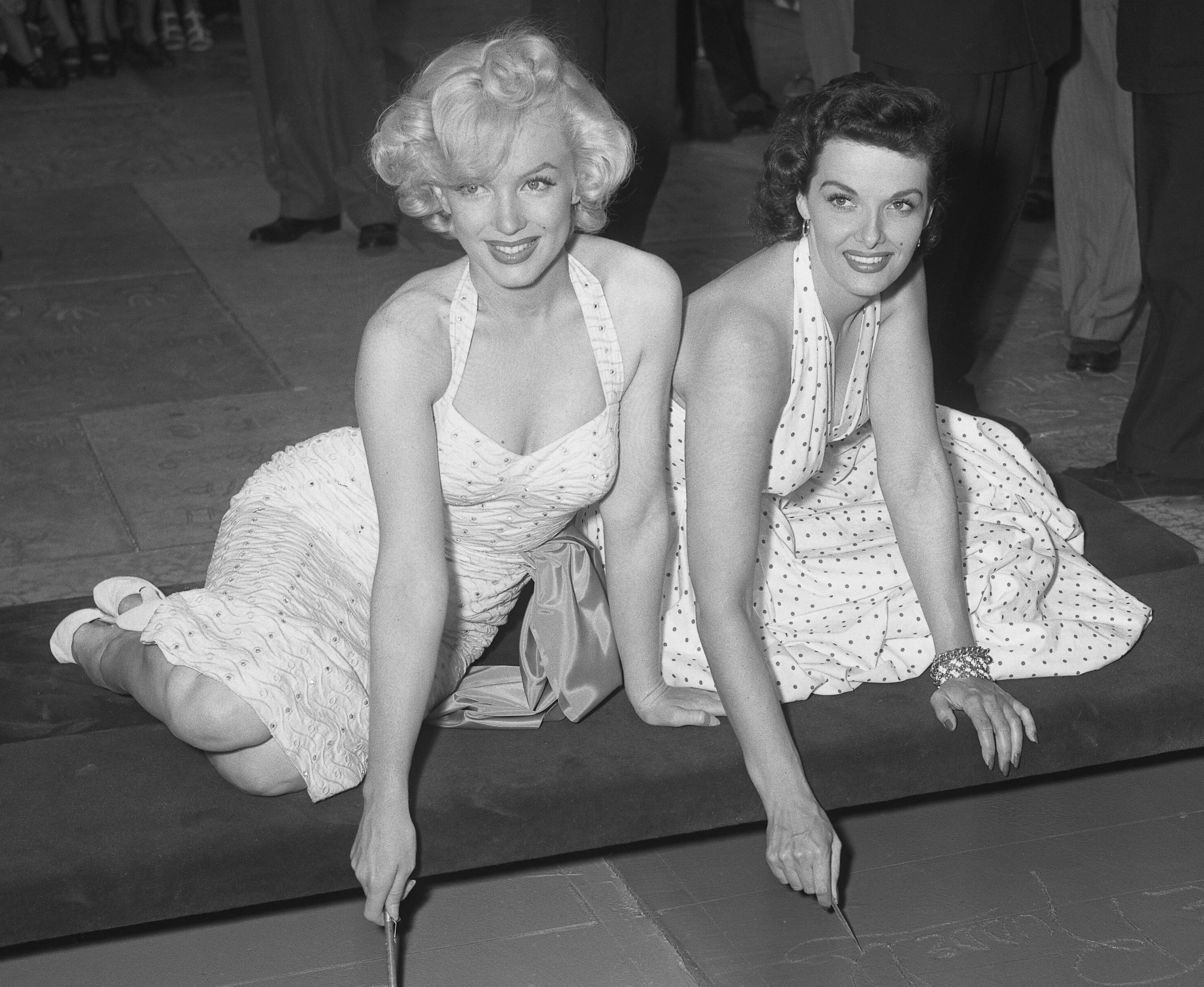
З Мерилін Монро в 1953 році

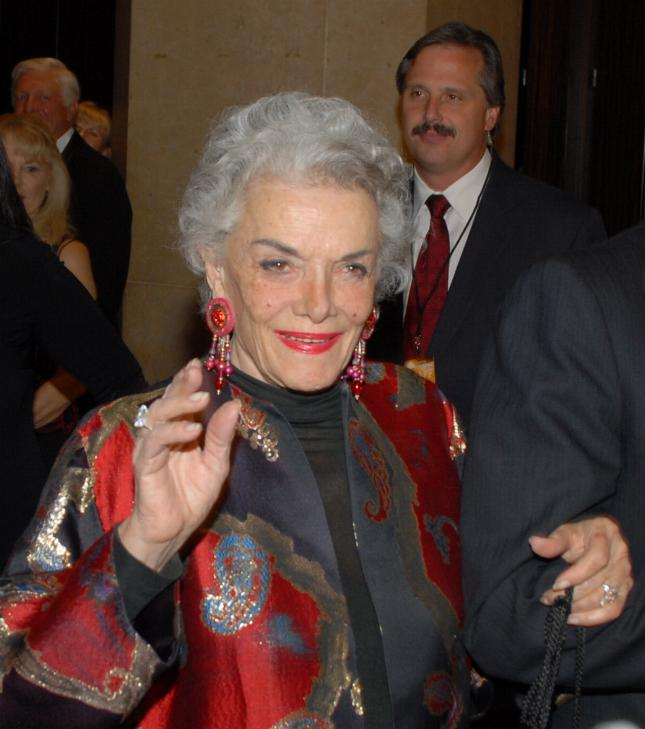
Джейн Расселл у лютому 2008

Г'юз вважав, що Расселл зможе скласти серйозну конкуренцію визнаним секс-символам тієї епохи — Риті Гейворт і Лані Тернер, і виявився правим. Перший вестерн за участі Расселл — «Поза законом» (1943) — був дозволений до випуску на широкий екран зі скрипом: надто вже безцеремонно камера відображала її декольте. Подейкували, що для зйомок у цьому фільмі Г'юз подарував Расселл бюстгальтер власного винаходу. У наступних фільмах — таких, як мюзикл «Французька лінія» (1954) — Г'юз настільки ж наполегливо намагався підкреслити фігуру новоявленої голлівудської богині.
Вершиною кар'єри акторки став фільм «Джентльмени віддають перевагу білявкам» (1953), в якій Расселл виконала роль Дороті Шо — подруги героїні Мерилін Монро, яка стала секс-символом наступного покоління. За сюжетом, обидві жінки шукають багатих наречених. Тим часом сама акторка, як вона розповідає в автобіографії 1985 року, мріяла про витонченіші ролі.
За час роботи в кіно Рассел працювала з такими зірками, як Кларк Гейбл («Високі чоловіки»), Френк Сінатра та Гручо Маркс («Подвійний динаміт»). Остання її картина, «Темніше бурштину», вийшла в 1970 році. Після цього Расселл знялася ще у двох телесеріалах — «Жовта троянда» і «Мисливець» — і остаточно пішла з кіно і телебачення в 1991 році.
Після відходу з кіно в 1970-х Джейн Расселл продовжила акторську кар'єру на театральній сцені, а також стала брати участь у фонді за спрощене усиновлення дітей, бо зіткнулася з труднощами в цьому напрямку.
28 лютого 2011 року Джейн Расселл померла в Санта-Марії у віці 89 років від дихальної недостатності.

## Фільмографія
- 1943 : «Поза законом» / (The Outlaw) — Ріо Макдональд
- Молода вдова / Young Widow (1946)
- Блідолиций / The Paleface (1948)
- Жінка його мрії / His Kind of Woman (1951)
- 1951 : Подвійний динаміт / (Double Dynamite)
- Історія в Лас-Вегасі / The Las Vegas Story (1952)
- Макао / Macao (1952)
- Син блідолицього / Son of Paleface (1952)
- Montana Belle (1952)
- Дорога на Балі / Road to Bali (1952) (Cameo)
- 1953 : Джентльмени надають перевагу білявкам / Gentlemen Prefer Blondes
- The French Line (1954)
- Під водою! / Underwater! (1955)
- Foxfire (1955)
- Високі чоловіки / The Tall Men (1955)
- Джентльмени одружуються з брюнетками / Gentlemen Marry Brunettes (1955)
- Гаряча кров / Hot Blood (1956)
- The Revolt of Mamie Stover (1956)
- The Fuzzy Pink Nightgown (1957)
- Доля — мисливець / Fate Is the Hunter (1964)
- Джонні Ріно / Johnny Reno (1966)
- Веко / Waco (1966)
- Природжені невдахи / The Born Losers (1967)
- «Темніші від бурштину»[en] / Darker Than Amber (1970)
- Голлівуд у вогні / Hollywood on Fire (2007) (документальний)